# Río Salado de los Nadadores
El río Salado de los Nadadores es el río más importante del estado de Coahuila, un afluente del río Bravo ubicado al norte del estado con 9.541 km² de cuenca.

## Ubicación
Se encuentra ubicado al norte de México de los estados de Coahuila, Nuevo León y Tamaulipas. Este rio alimenta el Lago Salinillas y la Presa Venustiano Carranza, esta última también alimentada por el río Sabinas. Su recorrido baña los municipios de San Buenaventura, Abasolo, Escobedo, Progreso, Juárez, (Coahuila), Anáhuac, (Nuevo León) para finalmente desembocar en la Presa Falcón en el municipio de Nueva Ciudad Guerrero, (Tamaulipas) .

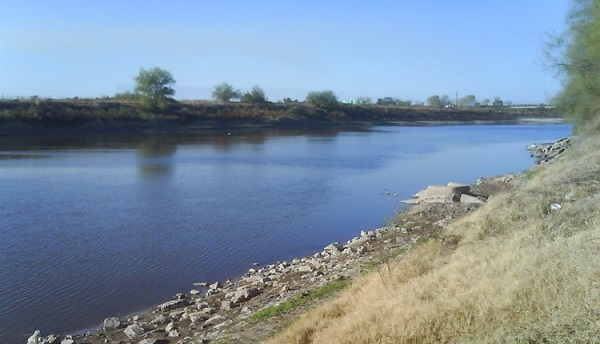
El Río Salado en la frontera con Nuevo León y Tamaulipas

## Importancia económica
El río es utilizado principalmente para la actividad agropecuaria y minera, aunque la actividad pesquera ha ido en aumento debido a algunas especies que se han ido introduciendo, como carpas, sardina molleja, sardina maya, lobina negra y blanca, y el lirio marino, entre otras.

## Impacto ambiental
El río enfrenta una serie de problemas relacionados con su mala administración. No existe un sistema para regular la explotación de los recursos que ahí se encuentran. No se sabe qué tipo de especies existen ahí ni en qué cantidad, por lo que podría estar al borde de una catástrofe, además de que se utiliza el agua como recurso para subsidio cuando hay escasez de lluvia en la región.
- Datos: Q6115639
- Multimedia: Salado River (Rio Grande) / Q6115639